# آنا کالینسکایا
آنا کالینسکایا (روسی: Анна Николаевна Калинская؛ IPA: [ˈan:ə kɐˈlʲinskəjə] ()؛ زادهٔ ۲ دسامبر ۱۹۹۸) تنیس‌باز اهل روسیه است. بالاترین رتبهٔ انفرادی او توسط انجمن تنیس زنان، ۵۱ بوده‌است.